# Jacqueline Bisset
Winnifred Jacqueline Fraser-Bisset (Surrey, 13 de setembro de 1944) é uma atriz britânica nascida na Inglaterra, respeitada no cenário cinematográfico mundial por ter sido um duradouro e influente sex symbol durante os anos 1960 e 1970.

## Biografia
Aos quinze anos, com a separação dos pais, optou por cuidar da mãe, uma advogada francesa que, acometida de esclerose múltipla, já não podia trabalhar.
Nessa época, fez os primeiros cursos de interpretação e, graças a seus magnéticos olhos azuis, conseguia trabalhos como modelo fotográfico.
Logo iniciou no cinema, primeiro em pequenos papéis, até que em 1967 foi convidada para trabalhar com Stanley Donen em Two for the Road e, no mesmo ano, em Casino Royale, ao lado de Peter Sellers, John Huston, Woody Allen e David Niven.
Em 1968, Mia Farrow abandonou as filmagens de The Detective, e Jacky (como entrou nos créditos) ficou com o papel. Ainda em 68, trabalhou com Steve McQueen em Bullitt, um grande sucesso.
Seu grande trabalho, no entanto, só viria em 1973, em A Noite Americana, de François Truffaut. Com esse filme, Jacky conquistaria o respeito do público e dos diretores europeus.
Em 1979, o reconhecimento da crítica: foi indicada para o Globo de Ouro por Quem Está Matando os Grandes Chefes da Europa?. Em 1984, a segunda nomeação, desta vez por Under the Volcano, em que contracenou com Albert Finney.
Em toda a sua carreira, Jacky trabalhou com diretores consagrados, como Truffaut, John Huston, George Cukor (Ricas e Famosas) e Roman Polanski. Mas ela também tem feito vários trabalhos para a televisão, principalmente a partir da década de 1990.
Jacqueline é madrinha da actriz Angelina Jolie.

## Filmografia parcial
| Ano  | Título                                    |
| ---- | ----------------------------------------- |
| 2018 | Head Full of Honey                        |
| 1999 | Jesus                                     |
| 1995 | La Cérémonie                              |
| 1984 | Under the Volcano                         |
| 1981 | Rich and Famous                           |
| 1980 | When Time Ran Out...                      |
| 1978 | Who Is Killing the Great Chefs of Europe? |
| 1978 | The Greek Tycoon                          |
| 1977 | The Deep                                  |
| 1974 | Murder on the Orient Express              |
| 1973 | Le Magnifique                             |
| 1973 | La Nuit américaine                        |
| 1970 | Airport                                   |
| 1968 | Bullitt                                   |
| 1967 | Casino Royale                             |
| 1966 | Cul-de-sac                                |